# Xã Mechanicsburg, Quận Sangamon, Illinois
Xã Mechanicsburg (tiếng Anh: Mechanicsburg Township) là một xã thuộc quận Sangamon, tiểu bang Illinois, Hoa Kỳ. Năm 2010, dân số của xã này là 2.293 người.